# 가에 아울렌티
가에 아울렌티(Gae Aulenti, 본명 가에타나 아우렌티 Gaetana Aulenti, 1927년 12월 4일 - 2012년 10월 31일)는 이탈리아의 건축가이자, 조명 디자이너, 인테리어 디자이너, 산업 디자이너이다.
그녀의 작품 중 유명한 것에는 파리의 오르세 미술관(1980년부터 1986년)과 마찬가지로 파리의 퐁피두 센터의 국립근대미술관, 베네치아의 박물관 팔라초 그라시(1985년부터 1986년), 샌프란시스코의 샌프란시스코·아시아 미술관(2000년부터 2003년) 등 기존 건축물을 개수하고, 능숙하게 빛을 이용한 미술관 건축물이 있다.

## 경력
이탈리아 북동부의 프리울리 지방의 우디네도 팔라촐로 델로 스텔라에서 태어나 밀라노 공과대학 건축학부에서 건축을 배우고 1953년에 졸업했다. 그녀는 1955년부터 1965년까지 건축 디자인 잡지 《카사벨라 콘티누이타》(Casabella Continuità)에서 아트 디렉터로 일했고, 편집장 엘네스트 로저스(Ernesto Nathan Rogers)의 철학에 영향을 받은 젊은 디자이너 그룹의 일원이 되었다. 르 코르뷔지에나 발터 그로피우스 등 근대 건축 거장들의 영향을 거부하고, 독자적인 정체성을 모색한 그들은 자신들의 운동을 ‘네오리버티’(Neoliberty)라고 불렀다.
박사학위를 취득한 이후, 1960년부터 1962년까지 베네치아 건축대학에서 주세페 사모나 (Giuseppe Samonà) 아래에서 교편을 잡았다. 1964년부터 1969년에 걸쳐 밀라노 공과대학 건축학부에서 엘네스트 로저스 아래에서 가르쳤다. 이 시기에는 밀라노 백화점 라 리나셴테를 위해 상품 디자인을 했고, 조명 기기의 마르티넬리 루체(Martinelli Luce)를 위해 테이블 램프 '고모리'(pipistrello)를, 디자인 가구의 자노타(Zanotta)를 위해서 스테인리스제의 접이식 의자 「에이프릴」(April)이나 판유리를 천판에 사용한 테이블 「산 마르코」(Sanmarco)를 다룬다. 또 이탈리아 산업디자인 협회의 부회장도 맡았다.
1970년대 프랑스에서는 빅토르 라루가 설계하여 1900년에 완성된 파리의 구 오르세역 역사를 보존해 미술관으로 탈바꿈할 프로젝트를 시작했다. 그를 위한 건축 설계 콘테스트가 1980년에 있었고, 아우렌티의 방안이 승리했다. 이것이 1848년부터 1915년까지 프랑스를 중심으로 하는 미술 작품을 전시하는 오르세 미술관이며, 1986년 12월에 개관했다. 기존 구조와 장식 등을 존중하면서 부드러운 빛이 쏟아지는 트레인 쉐드 아래를 거대한 조각품 전시공간으로 만들고, 플랫폼 부분에 석조 갤러리를 만들어 쓰레기 같은 건물을 우아한 미술관으로 재탄생시켰다. 이로 인해 퐁피두 센터의 국립근대미술관의 악평 높았던 전시 공간의 개수도 그녀에게 맡겨졌다. 또한 베네치아의 팔라초 그래시를 수리하여 미술관에 전용하는 프로젝트, 베를린의 구 이탈리아 대사관을 과학 아카데미로 개조하는 프로젝트, 1929년 바르셀로나 박람회 정부관에 입주하고 있던 카탈루냐 미술관을 대규모 개수하는 프로젝트 등 미술관 관련 프로젝트를 잇달아 맡았다. 샌프란시스코에서는 보자르 양식의 구 도서관을 개수하여 샌프란시스코 아시아 미술관으로 삼을 프로젝트를 실행해 2003년에 개관했다.
미술관 외에도 2011년에는 페루자 공항의 확장 계획을 감독하고 있다. 일본에서는 1992년에 도큐 본사 빌딩 터(현재 세루리안 타워가 세워져 있는 장소)의 콘페에 이시모토 건축 사무소와의 공동으로 참가해, 높이 180m로 정상이 끝나고 있는 초고층 빌딩의 디자인 안을 제출했지만, 미완으로 끝났다. 2005년에는 도쿄에서 새로운 이탈리아 문화회관 빌딩을 완성했지만, 고쿄 옆에 붉은색 빌딩이 세워졌다는 경관 논쟁을 일으켰다.
아우렌티는 유명한 연출가인 루카 랑코니(Luca Ronconi)와도 무대 미술의 일을 한 적이 있으며, 대표작에는 빛의 토요일(Samstag aus Licht, 1984년) 등이 있다.
평생 두 번의 이혼을 경험했다. 2012년 10월 16일에는 밀라노 트리엔날레에서 평생공적상을 수상했으며, 이것이 공공장소에 나온 마지막 자리였다. 2012년 10월 31일, 밀라노의 자택에서 84세의 일기로 세상을 마쳤다.

## 수상경력
1964년, 밀라노 트리엔날레에서, 거울이 있는 방에 잘라낸 여성의 실루엣을 배치한 작품 「Arrivo al Mare」를 이탈리아관에서 전시 수상했다. 이 트리엔날레에서는 1977년부터 1980년까지 임원을 맡았다. 1991년에는 다카마쓰노미야 전하기념 세계문화상을 수상한 것 외에 레지옹 도뇌르 훈장과 이탈리아 공화국 공로장을 받았다.